# Бездіжанська сільська рада
Бездіжанська сільська́ ра́да (біл. Бездзежскі сельсавет) — адміністративно-територіальна одиниця у складі Дорогичинського району Берестейської області Білорусі. Адміністративний центр — село Бездіж.

## Склад ради
Населені пункти, що підпорядковувалися сільській раді станом на 2009 рік:
| Населений пункт | Тип  | Населення, осіб (2009) |
| --------------- | ---- | ---------------------- |
| Бездіж          | село | 1058                   |
| Біла            | село | 149                    |
| Завершшя        | село | 336                    |
| Заклетення      | село | 157                    |
| Застав'я        | село | 243                    |
| Кокориця        | село | 134                    |
| Кремно          | село | 221                    |
| Микитськ        | село | 141                    |

## Населення
За переписом населення Білорусі 2009 року чисельність населення сільської ради становила 2439 осіб.

### Національність
Розподіл населення за рідною національністю за даними перепису 2009 року:
| Національність            | Осіб | Відсоток |
| ------------------------- | ---- | -------- |
| білоруси                  | 2398 | 98,32 %  |
| росіяни                   | 21   | 0,86 %   |
| українці                  | 13   | 0,53 %   |
| національність не вказана | 5    | 0,21 %   |
| поляки                    | 2    | 0,08 %   |
| Разом                     | 2439 | 100 %    |